# Royce D. Applegate
Royce D. Applegate, genannt Roy Applegate (* 25. Dezember 1939 in Danbury, Connecticut; † 1. Januar 2003 in Los Angeles, Kalifornien) war ein US-amerikanischer Schauspieler.

## Leben
Royce D. Applegate, der mitunter auch nur als Roy Applegate in Filmvorspännen und -abspännen bezeichnet wurde, begann seine Karriere in Hollywood gegen Ende der 1960er-Jahre. Im Laufe seiner Karriere wirkte der Charakterdarsteller hauptsächlich in Nebenrollen, darunter häufiger als Polizist; insgesamt umfasst sein filmisches Schaffen etwa 110 Film- und Fernsehproduktionen. Seine wohl bekannteste Rolle war die des Chief Manilow Crocker in der ersten Staffel der von Steven Spielberg produzierten Fernsehserie seaQuest DSV. Applegate spielte zudem in Gettysburg (1993) und in Gods and Generals (2003) die Rolle des Generalmajors der Konföderierten im Sezessionskrieg und späteren Gouverneurs von Virginia, James L. Kemper.
In der Silvesternacht 2002/2003 starb der 64-jährige Schauspieler bei einem Brand in seinem Haus in Hollywood Hills (Stadtteil von L.A.). Er hinterließ einen Sohn namens Scott D. Applegate.

## Filmografie (Auswahl)
- 1969/1971: Süß, aber ein bißchen verrückt (That Girl, Fernsehserie, 2 Folgen)
- 1972: Auf leisen Sohlen kommt der Tod (Fuzz)
- 1972: Spur der schwarzen Bestie (They Only Kill Their Masters)
- 1973: Aus der Hölle gespuckt (The Mad Bomber)
- 1973–1976: Die Straßen von San Francisco (The Streets of San Francisco, Fernsehserie, 4 Folgen)
- 1975: Cannon (Fernsehserie, 1 Folge)
- 1975: FBI – Kampf dem Terror (Attack on Terror: The FBI vs. the Ku Klux Klan, Fernsehfilm)
- 1978: Die Rache der blonden Hexe (Harper Valley PTA)
- 1979: Colorado Saga (Centennial, Miniserie, 1 Folge)
- 1979: Starsky & Hutch (Fernsehserie, 1 Folge)
- 1979: Drei Engel für Charlie (Charlie’s Angels, Fernsehserie, 1 Folge)
- 1980: Dallas (Fernsehserie, 1 Folge)
- 1980: Der Horror-Alligator (Alligator)
- 1981: Nebenstraßen (Back Roads)
- 1981: Flamingo Road (Fernsehserie, 3 Folgen)
- 1981: Hart aber herzlich (Hart to Hart, Fernsehserie, Folge Der Onkel aus der Schweiz)
- 1981: Mel Brooks’ verrückte Geschichte der Welt (History of the World, Part I)
- 1981: Unsere kleine Farm (Little House on the Prairie, Fernsehserie, 1 Folge)
- 1981–1982: CHiPs (Fernsehserie, 3 Folgen)
- 1981, 1985: Ein Duke kommt selten allein (The Dukes of Hazzard, Fernsehserie, 2 Folgen)
- 1982: Die Blauen und die Grauen (The Blue and the Gray, Miniserie, 1 Folge)
- 1982: T. J. Hooker (Fernsehserie, 1 Folge)
- 1982: Die Waltons: Ein großer Tag für Elisabeth (A Day for Thanks on Walton’s Mountain, Fernsehfilm)
- 1983: Der Denver-Clan (Dynasty, Fernsehserie, 1 Folge)
- 1983: Splash – Eine Jungfrau am Haken (Splash)
- 1984: Matt Houston (Fernsehserie, 1 Folge)
- 1984: California Clan (Santa Barbara, Fernsehserie, 2 Folgen)
- 1985: Noch Fragen Arnold? (Diff’rent Strokes, Fernsehserie, 1 Folge)
- 1986: Der Gladiator (The Gladiator, Fernsehfilm)
- 1986: Zwei unter Volldampf (Armed and Dangerous)
- 1987: Karriere mit links (From the Hip)
- 1987: Ein Hoch auf die Familie (Celebration Family, Fernsehfilm)
- 1987: Die Vier-Millionen-Dollar-Jagd (Million Dollar Mystery)
- 1987: Anklage Massenmord (Rampage)
- 1988: Falcon Crest (Fernsehserie, 1 Folge)
- 1989: Mann muss nicht sein (Designing Women, Fernsehserie, 1 Folge)
- 1989: Mike Hammer – Mädchen, Morde und Moneten (Mike Hammer: Murder Takes All, Fernsehfilm)
- 1989/1991: Zurück in die Vergangenheit (Quantum Leap, Fernsehserie, 2 Folgen)
- 1990: Twin Peaks (Fernsehserie, 2 Folgen)
- 1991: Daddy schafft uns alle (Evening Shade, Fernsehserie, 1 Folge)
- 1991: Kevins Cousin allein im Supermarkt (Career Opportunities, Sprechrolle)
- 1991: Beverly Hills, 90210 (Fernsehserie, 1 Folge)
- 1992: White Sands – Der große Deal (White Sands)
- 1993: Gettysburg
- 1993–1994: SeaQuest DSV (Fernsehserie, 22 Folgen)
- 1994: Getaway (The Getaway)
- 1995: Alarmstufe: Rot 2 (Under Siege 2: Dark Territory)
- 1995: Hör mal, wer da hämmert (Home Improvement, Fernsehserie, 1 Folge)
- 1998: Phoenix – Blutige Stadt (Phoenix)
- 1998: Dr. Dolittle (Sprechrolle)
- 1998, 2001: JAG – Im Auftrag der Ehre (JAG, Fernsehserie, 2 Folgen)
- 1999: Wer Sturm sät (Inherit the Wind, Fernsehfilm)
- 2000: O Brother, Where Art Thou? – Eine Mississippi-Odyssee (O Brother, Where Art Thou?)
- 2000: CSI: Vegas (CSI: Crime Scene Investigation, Fernsehserie, 1 Folge)
- 2000: Joseph – König der Träume (Joseph: King of Dreams, Sprechrolle)
- 2002: Die Entscheidung – Eine wahre Geschichte (The Rookie)
- 2003: Gods and Generals
- 2003: Seabiscuit – Mit dem Willen zum Erfolg (Seabiscuit)
- 2003: Ein (un)möglicher Härtefall (Intolerable Cruelty)
- 2003: Der 7. Kreis der Hölle (Purgatory Flats)